# Star Wars: Battlefront II (jeu vidéo, 2005)
Pour le jeu vidéo sorti en 2017, voir Star Wars Battlefront II (jeu vidéo, 2017).
Star Wars: Battlefront II est un jeu vidéo de tir à la première et troisième personne développé par Pandemic Studios et édité par LucasArts, il fait suite à Star Wars: Battlefront (2004) est le deuxième jeu de la série Battlefront. Il sort tout d'abord, en 2005 sur PlayStation Portable, PlayStation 2, Xbox et sous Windows dans les régions de l'Europe et de l'Amérique du Nord ; puis en 2006 au Japon.
Le jeu se déroule dans l'univers de Star Wars et peut se jouer en solo ou jusqu'à 64 joueurs en réseau.
Le jeu propose de nouveaux véhicules, personnages, mécanismes de jeu, cartes et missions par rapport au Battlefront original.

## Synopsis

### Univers
Star Wars: Battlefront II se déroule dans l'univers de Star Wars au moment de l'émergence de la Guerre des Clones où les clones de la République galactique affrontent les droïdes de la CSI (événements narrés à partir du deuxième film L'Attaque des clones), jusqu'aux différentes confrontations galactiques entre l'Empire galactique, d'une part, et l'Alliance rebelle, d'autre part (événements évoqués dans le sixième film Le Retour du Jedi). Dans la chronologie Star Wars, le jeu s'insère entre -22 et 4 après BY.
En effet, le jeu propose de revivre la plupart des batailles épiques qui ont secoué la galaxie, à travers l'épopée de la prélogie, dont celles durant la Guerre des Clones : la première bataille de Géonosis, celle de Felucia, Coruscant, Mygeeto, Kashyyyk et Utapau ; mais aussi les combats tirés de la première trilogie cinématographique de Star Wars, c'est-à-dire l'abordage du vaisseau Tantive IV et les batailles de Yavin 4, de Hoth et d'Endor. Par ailleurs, quelques batailles spatiales sont également mises en scène au-dessus de Felucia, Coruscant, Kashyyyk, Hoth, Mustafar, Tatooine, etc.
À la suite du rachat de la licence Star Wars par The Walt Disney Company, en octobre 2012, le scénario du jeu Battlefront II ne fait plus partie du canon officiel et se voit regroupé sous l’appellation « Star Wars Légendes » avec les autres produits dérivés créés antérieurement au rachat.

### Trame
Le scénario suit la destinée du clone immatriculé CT-501, lequel est fabriqué sur Kamino, à partir des gènes de Jango Fett, afin de servir la République galactique en tant que soldat, comme des milliers de ses frères. Il débute avec l'entraînement sur Géonosis et la finit avec la bataille de Hoth. Par la même occasion, la campagne raconte l'histoire des Clones et de leur évolution lors de la création de l'Empire.

## Système de jeu

### Généralités
Star Wars: Battlefront II reprend le principe de Star Wars: Battlefront. Le joueur peut y incarner la République, la Confédération des systèmes indépendants, l'Alliance rebelle ou l'Empire.
Une nouveauté par rapport au premier opus est la possibilité d'incarner des « héros » (République, Rebelles) ou des « méchants » (Empire, CSI), répartis eux-mêmes en deux catégories ceux utilisant la Force, tels les Jedi et ceux utilisant des armes traditionnelles. Pour cela il faut marquer un certain nombre de points en tuant des ennemis ou en prenant des postes de commandement.
Autre nouveauté par rapport à Star Wars: Battlefront : on peut utiliser une fonction « sprinter » avec tous les soldats qui dépend du souffle du personnage.
Il existe trois différents modes de jeu : campagne, conquête galactique, et action immédiate.

### Campagne
Le joueur incarne le Clone immatriculé CT-501 et doit atteindre des objectifs durant chaque bataille. Chaque mission commence par un court extrait des films en rapport avec la mission. Le jeu parcourt une grande partie des planètes de la saga Star Wars telles que Naboo, Mustafar, Yavin IV, Coruscant, Tatooine, Hoth, Dagobah, Polis Massa, Kamino, Tatooïne - Palais de Jabba, Endor, Géonosis ainsi que des batailles dans l'espace au-dessus des planètes. En effet, le joueur est alors amené à participer à la guerre des Clones qui oppose la République galactique à la Confédération des systèmes indépendants (CSI), puis il doit obéir à l'Ordre 66, lequel vise à anéantir l'Ordre Jedi, pour finalement participer à la destruction de la base Rebelle installée sur Hoth. 

## Développement

### Multijoueur
Début octobre 2017, en marge de la sortie de Star Wars Battlefront II sur console de 8e génération, les serveurs du multijoueur sont à nouveau rétablis sur ordinateur.